# Fafhrd en de Grijze Muizer
Fafhrd en de Grijze Muizer (Engels: Fafhrd and the Gray Mouser) zijn twee Sword & Sorcery helden uit de Zwaarden-serie van de schrijver Fritz Leiber. 
Het eerste Zwaarden-verhaal verscheen in 1939 en het laatste in 1988. De karakters van Fafhrd en de Grijze Muizer zijn duidelijk geïnspireerd op Conan de Barbaar van Robert E. Howard, maar de verhalen zijn meer vergelijkbaar met de (later verschenen) Stervende aarde verhalen van Jack Vance.
Fafhrd is een barbaarse vechter uit het noorden en Muizer is een gewiekste dief. Samen beleven ze vele avonturen, vaak in of bij de grote stad Lankhmar op de wereld Nehwon. De twee helden hebben allebei een tovenaar-adviseur: Ningauble met de Zeven Ogen en Sheelba van het Oogloze Gezicht.

## Zwaarden reeks
De reeks bevat zeven boeken, met in elk boek meerdere verhalen.
1. Zwaarden en duivelskunst (Swords and Deviltry)
  1. 1970 - Inlijving (Induction)
  2. 1970 - De Sneeuwvrouwen (The Snow Women)
  3. 1962 - De vervloekte graal (The Unholy Grail)
  4. 1970 - Noodlottige ontmoeting in Lankhmar (Ill Met in Lankhmar)
2. Zwaarden tegen de dood (Swords Against Death)
  1. 1970 - De kringvloek (The Circle Curse)
  2. 1939 - De juwelen in het woud (The Jewels in the Forest)
  3. 1943 - Het Dievenhuis (Thieves' House)
  4. 1940 - De Grimmige Kust (The Bleak Shore)
  5. 1941 - De Huilende Toren (The Howling Tower)
  6. 1942 - Het Verzonken Land (The Sunken Land)
  7. 1953 - De Zeven Zwarte Priesters (The Seven Black Priests)
  8. 1940 - Klauwen uit de nacht (Claws from the Night)
  9. 1970 - De tol van pijnverlichting (The Price of Pain-Ease)
  10. 1963 - Bazaar van het Bizarre (Bazaar of the Bizarre)
3. Zwaarden in de mist (Swords in the Mist)
  1. 1963 - De wolk van haat (The Cloud of Hate)
  2. 1959 - Magere tijden in Lankhmar (Lean Times in Lankhmar)
  3. 1968 - Hun maîtresse, de zee (Their Mistress, the Sea)
  4. 1960 - Als de Zeekoning van huis is (When the Sea-King's Away)
  5. 1968 - De verkeerde tak (The Wrong Branch)
  6. 1947 - Het adeptengambiet (Adept's Gambit)
4. Zwaarden tegen magiërs (Swords Against Wizardry)
  1. 1968 - In de heksentent (In the Witch's Tent)
  2. 1965 - Sterhelling (Stardock)
  3. 1968 - De twee beste dieven van Lankhmar (The Two Best Thieves in Lankhmar)
  4. 1964 - De Heren van Quarmall (The Lords of Quarmall)
5. De zwaarden van Lankhmar (The Swords of Lankhmar)
  1. 1977 - bevat één lang verhaal: De zwaarden van Lankhmar
6. Zwaarden en ijsmagie (Swords and Ice Magic)
  1. 1973 - De droefenis van de beul (The Sadness of the Executioner)
  2. 1974 - De schoonheid en de beesten (Beauty and the Beasts)
  3. 1973 - Gevangen in het Schimmenland (Trapped in the Shadowland)
  4. 1973 - Het aas (The Bait)
  5. 1975 - Onder de duimen der goden (Under the Thumbs of the Gods)
  6. 1975 - Gevangen in de Zee van Sterren (Trapped in the Sea of Stars)
  7. 1976 - De Vorstmonstreem (The Frost Monstreme)
  8. 1977 - Rijmeiland (Rime Isle)
7. Zwaarden in de schemering (The Knight and Knave of Swords)
  1. 1977 -  Sea Magic
  2. 1983 -  The Mer She
  3. 1983 -  The Curse of the Smalls and the Stars
  4. 1988 -  The Mouser Goes Below

Een deel werd geschreven door Robin Wayne Bailey:
- 1988 -  Swords Against the Shadowland

## Stripverhalen
In 1972 verschenen Fafhrd en de Grijze Muizer voor het eerst in stripvorm, in Wonder Woman # 202. Een jaar later kregen ze hun eigen blad bij DC Comics: Sword of Sorcery. In 1986 verschenen ze in Dragonsword of Lankhmar, een 1 tegen 1 spelboek. In 1991 kwam een nieuwe serie stripverhalen uit, ditmaal uitgegeven door Epic Comics.